# Ribera d'Èvol
La ribera d'Èvol, ou rivière d'Évol est une rivière de l'Est des Pyrénées, sur la commune d'Olette.